# Белосян, Вийем
Вийем Белосян (фр. Wilhem Belocian) — французский легкоатлет, специализируется в беге на 110 метров с барьерами.

## Достижения
Бронзовый призёр чемпионата мира среди юношей 2011 года. Чемпион Европы среди юниоров 2013 года. Победитель чемпионата мира среди юниоров 2014 года с новым мировым рекордом — 12,99. Он превзошёл предыдущий мировой рекорд Лю Сяна — 13,12.
В сезоне 2015 года занял 6-е место на Weltklasse in Karlsruhe и 2-е место на чемпионате Франции в помещении.
Был дисквалифицирован за фальстарт в предварительном забеге на Олимпийских играх 2016 года в Рио-де-Жанейро.

## Родственная связь
Является старшим братом французского футболиста Жанюэля Белосяна.